# Catherine Webb

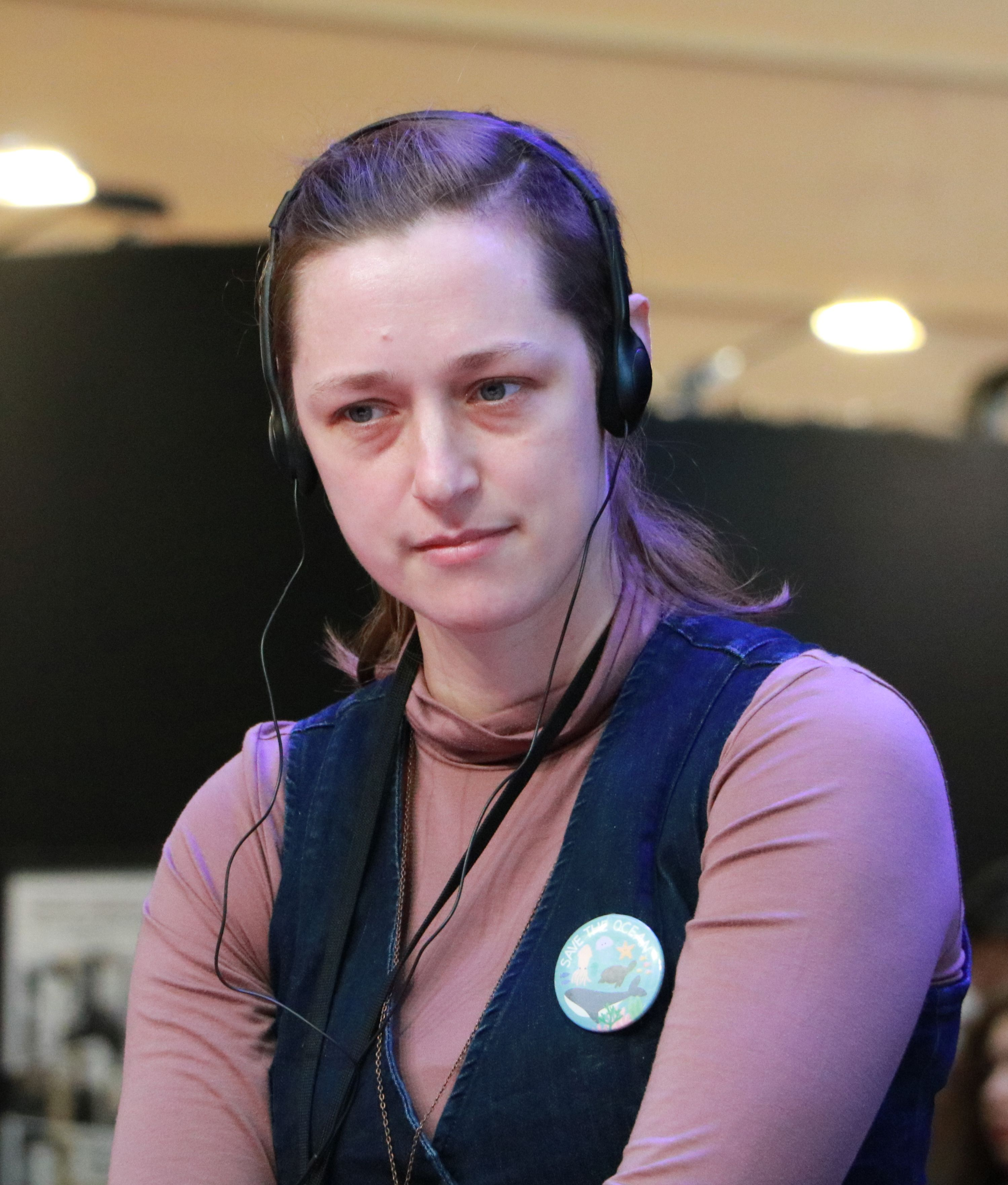
Catherine Webb

Catherine Louise Webb (* 1986) ist eine britische Autorin.

## Leben und Karriere
Im Alter von vierzehn Jahren veröffentlichte sie ihr erstes Buch, welches dann 2002 verlegt wurde. Webb studierte an der Royal Academy of Dramatic Art in London. In der Öffentlichkeit wird sie meist mit Literaten wie Philip Pullman verglichen.
In Webbs Geschichte über den Wissenschaftler Horatio Lyle im viktorianischen London erschafft sie für den Leser eine verrückte, lustige und gefährliche Welt um Horatio Lyle. Dieser kämpft bisher in drei Büchern mit seinen Freunden gegen eine böse und übernatürliche Macht.
2017 erhielt sie den World Fantasy Award für The Sudden Appearance of Hope als bestem Roman.
2018 wurde sie ausgezeichnet mit der Besonderen Erwähnung des Philip K. Dick Awards 2018 für 84K.

## Werke

### Als Catherine Webb, „Young Adult“-Romane

#### Mirror Dreams / Mirror Wakes
- 2002: Mirror Dreams – deutsch Der Zauberer der Nacht, Bastei-Lübbe 2004, ISBN 978-3-442-24270-2
- 2003: Mirror Wakes – deutsch Die Dämonen der Nacht, Bastei-Lübbe 2004, ISBN 978-3-442-24276-4

#### Die Lucifer-Chroniken
- 2003: Waywalkers – deutsch Lucifer. Träger des Lichts, Bastei-Lübbe 2007, ISBN 3-404-20564-2
- 2004: Timekeepers – deutsch Satan. Retter der Welt, Bastei-Lübbe 2008, ISBN 3-404-20574-X
  - Sammelband Die Lucifer-Chroniken, Zwei Romane in einem Band, Bastei-Lübbe 2011, ISBN 978-3-404-20628-5

#### Horatio Lyle
- 2006: The Extraordinary and Unusual Adventures of Horatio Lyle
- 2006: The Obsidian Dagger: Being the Further Extraordinary Adventures of Horatio Lyle
- 2008: The Doomsday Machine: Another Astounding Adventure of Horatio Lyle
- 2010: The Dream Thief: An Extraordinary Horatio Lyle Mystery

### Als Kate Griffin, Erwachsenenliteratur

#### Matthew Swift Series
- 2009 A Madness of Angels
- 2010 The Midnight Mayor
- 2011 The Neon Court
- 2012 The Minority Council

#### Magicals Anonymousin derselben Welt
- 2012 Stray Souls
- 2013 The Glass God

### Als Claire North, Phantastik

#### Einzelromane
- 2014 The First Fifteen Lives of Harry August ISBN 978-0-356-50258-8, Orbit – Deutsch: Die vielen Leben des Harry August, Lübbe 2015, ISBN 978-3-431-03930-6
- 2015 Touch ISBN 978-0-356-50456-8, Orbit – Deutsch: Touch – Dein Leben gehört mir, Lübbe 2016, ISBN 978-3-7857-2576-4
- 2015 The Gameshouse Trilogy (Novellenzyklus) – Deutsch: Das Spielhaus, Lübbe 2016
  - The Serpent – Deutsch: Die Intrige von Venedig, ISBN 978-3-7325-3361-9
  - The Thief, Deutsch: Die Treibjagd von Siam, ISBN 978-3-7325-3362-6
  - The Master, Deutsch: Das Duell der Spielmeisterin, ISBN 978-3-7325-3363-3
- 2016 The Sudden Appearance of Hope, ISBN 978-0-356-50455-1, Deutsch: Der Tag, an dem Hope verschwand, Lübbe 2017, ISBN 978-3-7325-4943-6
- 2017 The End of the Day, ISBN 978-0-316-31674-3
- 2018 84K, ISBN 978-0-316-31678-1
- 2019 The Pursuit of William Abbey, ISBN 978-0-356-50741-5
- 2021 Notes from the Burning Age, ISBN 9780316498852
- 2022 The Songs of Penelope Trilogie

- Literatur von und über Catherine Webb im Katalog der Deutschen Nationalbibliothek
- tps://www.luebbe.de/